# COD
För spelserien Call of Duty, även förkortad CoD, se Call of Duty (datorspelsserie)
COD (engelska: Chemical Oxygen Demand) är ett mått på den mängd syre som förbrukas vid fullständig kemisk nedbrytning (totaloxidation) av organiska ämnen i vatten.
Vanligen tillsatta oxidationsmedel är kaliumdikromat, COD(Cr), eller kaliumpermanganat, COD(Mn). COD(Mn) uttrycks i mg/l O2 (milligram syre per liter).